# Maurice (Vorname)
Maurice ist ein männlicher Vorname. Er ist vom lateinischen Namen Mauritius abgeleitet und die französische und englische Form des Vornamens, dessen deutsche Entsprechung Moritz ist.

## Namensträger

### A
- Maurice Abravanel (1903–1993), US-amerikanischer Dirigent
- Maurice Ager (* 1984), US-amerikanischer Basketballspieler
- Maurice Agulhon (1926–2014), französischer Historiker
- Maurice Ahern (* 1938 oder 1939), irischer Politiker
- Maurice Allais (1911–2010), französischer Ingenieur und Wirtschaftswissenschaftler
- Maurice André (1933–2012), französischer Trompeter
- Maurice Arthus (1862–1945), französischer Physiologe
- Maurice Ascalon (1913–2003), israelischer Bildhauer und Künstler
- Maurice Ashley (1907–1994), britischer Journalist und Historiker
- Maurice Ashley (* 1966), US-amerikanischer Schachspieler

### B
- Maurice Banach (1967–1991), deutscher Fußballspieler
- Maurice Barrès (1862–1923), französischer Romancier, Journalist und Politiker
- Maurice Bartlett (1910–2002), britischer Statistiker
- Maurice Bavaud (1916–1941), Schweizer Attentäter
- Maurice Baquet (1911–2005), französischer Schauspieler, Sportler und Musiker
- Maurice Bedel (1883–1954), französischer Schriftsteller und Romancier
- Maurice van Beek (* 1967), deutscher Musikproduzent, Songwriter und Textdichter
- Maurice Béjart (1927–2007), französischer Tänzer und Choreograf
- Maurice Berteaux (1852–1911), französischer Politiker
- Maurice Binder (1925–1991), US-amerikanischer Filmschaffender
- Maurice Anthony Biot (1905–1985), belgisch-US-amerikanischer Physiker
- Maurice Bishop (1944–1983), grenadischer Politiker
- Maurice Blanchot (1907–2003), französischer Journalist, Literaturtheoretiker und Schriftsteller
- Maurice Block (1816–1901), französischer Statistiker und Nationalökonom
- Maurice Blondel (1861–1949), französischer Philosoph
- Maurice Boitel (1919–2007), französischer Maler
- Maurice Bonham Carter (1880–1960), britischer Politiker
- Maurice Valentin Borrel (1804–1882), französischer Medailleur
- Maurice Boucher (1953–2022), kanadischer Rockeranführer und Verbrecher
- Maurice Bourgès-Maunoury (1914–1993), französischer Politiker
- Maurice de Broglie (1875–1960), französischer Physiker
- Maurice Reymond de Broutelles (1862–1936), Schweizer Bildhauer, Maler und Radierer
- Maurice Bucaille (1920–1998), französischer Chirurg, Wissenschaftler und Gelehrter
- Maurice Buckmaster (1902–1992), britischer Nachrichtendienstoffizier
- Maurice G. Burnside (1902–1991), US-amerikanischer Politiker

### C
- Maurice Cantor (1921–2016), französischer Bischof
- Maurice Carême (1899–1978), belgischer Schriftsteller
- Maurice Caullery (1868–1958), französischer Biologe
- Maurice Challe (1905–1979), französischer General
- Maurice Chappaz (1916–2009), Schweizer Schriftsteller
- Maurice Cheeks (* 1956), US-amerikanischer Basketballspieler
- Maurice Chevalier (1888–1972), französischer Schauspieler und Sänger
- Maurice Chevrier (* 1961), Schweizer Politiker
- Maurice Cloche (1907–1990), französischer Filmregisseur, Drehbuchautor und Filmproduzent
- Maurice Cocagnac (1924–2006), französischer Dominikanerpater und Sänger
- Maurice Colclough (1953–2006), britischer Rugby-Union-Spieler
- Maurice Connolly (1877–1921), US-amerikanischer Politiker
- Maurice Cottenet (1895–1972), französischer Fußballspieler und -trainer
- Maurice Couette (1858–1943), französischer Physiker
- Maurice Courage (1926–2021), französischer Diplomat
- Maurice Couve de Murville (1907–1999), französischer Politiker
- Maurice Couve de Murville (1929–2007), britischer Theologe und Erzbischof von Birmingham
- Maurice Couyba (1866–1931), französischer Politiker, Literaturkritiker, Lyriker und Chansonnier
- Maurice E. Crumpacker (1886–1927), US-amerikanischer Politiker
- Maurice Cullaz (1912–2000), französischer Jazzkritiker
- Maurice Galbraith Cullen (1866–1934), kanadischer Maler
- Maurice Cummins (* 1953), irischer Politiker

### D
- Maurice Georges Dantec (1959–2016), französisch-kanadischer Schriftsteller
- Maurice Dekobra (1885–1973), französischer Schriftsteller, Journalist und Übersetzer
- Maurice Dela (1919–1978), kanadischer Komponist, Organist und Pianist
- Maurice Delafosse (1870–1926), französischer Ethnograph, Orientalist und Kolonialbeamter
- Maurice Delom-Sorbé (1898–1986), französischer Politiker
- Maurice Deloraine (1898–1991), französischer Ingenieur
- Maurice Delorme (1919–2012), französischer Theologe, Bischof von Lyon
- Maurice Denis (1870–1943), französischer Maler
- Maurice Dewaele (1896–1952), belgischer Radrennfahrer
- Maurice Ditisheim (1831–1899), Schweizer Uhrmacher und Unternehmer
- Maurice E. Dockrell (1908–1986), irischer Politiker
- Maurice Donnay (1859–1945), französischer Dramatiker
- Maurice Henry Dorman (1912–1993), britischer Diplomat, Generalgouverneur von Sierra Leone
- Maurice Druon (1918–2009), französischer Schriftsteller und Politiker
- Maurice Dumesnil (1884–1974), französischer Pianist
- Maurice Duplay (1736–1820), französischer Tischler und Revolutionär
- Maurice Duplessis (1890–1959), kanadischer Politiker
- Maurice Dupuis (1914–1977), französischer Fußballspieler
- Maurice Duruflé (1902–1986), französischer Organist und Komponist
- Maurice Duverger (1917–2014), französischer Jurist, Politikwissenschaftler, Autor und Politiker

### E
- Maurice Edu (* 1986), US-amerikanischer Fußballspieler
- Maurice Elvey (1887–1967), britischer Filmregisseur
- Maurice Emmanuel (1862–1938), französischer Musikwissenschaftler, Musiklehrer und Komponist
- Maurice Engelhardt (* 1983), deutscher e-Sportler
- Maurice Estève (1904–2001), französischer Maler und Designer
- Maurice Evans (1901–1989), britisch-US-amerikanischer Schauspieler und Filmproduzent
- Maurice Ewing (1906–1974), US-amerikanischer Geophysiker
- Maurice Exslager (* 1991), deutscher Fußballspieler

### F
- Maurice Feltin (1883–1975), französischer Theologe, Erzbischof von Bordeaux und Paris
- Maurice Fischer (1903–1965), israelischer Diplomat
- Maurice Franck (1897–1983), französischer Komponist und Musikpädagoge
- Maurice René Fréchet (1878–1973), französischer Mathematiker
- Maurice Frydman (1901–1976), indischer Unabhängigkeitskämpfer

### G
- Maurice Gamelin (1872–1958), französischer General
- Maurice de Gandillac (1906–2006), französischer Philosoph
- Maurice Garçon (1889–1967), französischer Schriftsteller, Rechtsanwalt und Historiker
- Maurice Garin (1871–1957), französischer Radrennfahrer
- Maurice Gaudefroy-Demombynes (1862–1957), französischer Arabist, Islamwissenschaftler und Religionshistoriker
- Maurice Gee (1931–2025), neuseeländischer Schriftsteller
- Maurice Gendron (1920–1990), französischer Cellist
- Maurice Genevoix (1890–1980), französischer Schriftsteller
- Maurice Germot (1882–1958), französischer Tennisspieler
- Maurice Gibb (1949–2003), australischer Musiker (Bee Gees)
- Maurice Girodias (1919–1990), französischer Verleger und Clubbetreiber
- Maurice Godelier (* 1934), französischer Anthropologe und marxistischer Theoretiker
- Maurice Goldhaber (1911–2011), US-amerikanischer Physiker
- Maurice Goldstein (1922–1996), belgischer Mediziner, Präsident des Internationalen Auschwitz Komitees
- Maurice Greene (1696–1755), englischer Barockkomponist
- Maurice Greene (* 1974), US-amerikanischer Leichtathlet
- Maurice Grevisse (1895–1980), belgischer Grammatiker
- Maurice de Guérin (1810–1839), französischer Schriftsteller
- Maurice Guigue (1912–2011), französischer Fußballschiedsrichter

### H
- Maurice Halbwachs (1877–1945), französischer Soziologe und Philosoph
- Maurice Hamers (* 1962), niederländischer Dirigent, Trompeter und Komponist
- Maurice Hauriou (1856–1929), französischer Rechtswissenschaftler
- Maurice Hennequin (1863–1926), französischer Schriftsteller und Librettist
- Maurice Herriott (* 1939), britischer Leichtathlet
- Maurice Herzog (1919–2012), französischer Bergsteiger und Politiker
- Maurice Hewitt (1884–1971), französischer Geiger, Dirigent und Widerstandskämpfer
- Maurice de Hirsch (1831–1896), jüdisch-deutscher Unternehmer und Philanthrop
- Maurice Horsthuis (* 1948), niederländischer Musiker und Komponist
- Maurice Huke (* 1993), deutscher Leichtathlet

### J
- Maurice Jacob (1933–2007), französischer Physiker
- Maurice Janin (1862–1946), französischer General
- Maurice Jarre (1924–2009), französischer Komponist
- Maurice Jaubert (1900–1940n), französischer Komponist
- Maurice Joly (1829–1878), französischer Anwalt und Schriftsteller
- Maurice Journeau (1898–1999), französischer Komponist und Pianist

### K
- Maurice Karl (1978–2000), deutscher Schauspieler
- Maurice Karnaugh (1924–2022), US-amerikanischer Physiker und Informatiker
- Maurice King (1936–2021), barbadischer Politiker
- Maurice Klippel (1858–1942), französischer Neurologe und Psychiater
- Maurice Koechlin (1856–1946), französisch-schweizerischer Ingenieur
- Maurice Kottelat (* 1957), Schweizer Ichthyologe
- Maurice Kowalewski, US-amerikanischer Schauspieler und Schauspiellehrer, siehe MK Lewis
- Maurice Krafft (1946–1991), französischer Vulkanologe, Geologen, Naturfotograf und -filmer, siehe Katia und Maurice Krafft
- Maurice Kraitchik (1882–1957), belgischer Mathematiker

### L
- Maurice Quentin de La Tour (1704–1788), französischer Maler
- Maurice Lafforgue (1915–1999), französischer Skirennläufer
- Maurice Lafont (1927–2005), französischer Fußballspieler und -trainer
- Maurice Le Boucher (1882–1964), französischer Komponist, Organist und Musikpädagoge
- Maurice Leblanc (1857–1923), französischer Elektrotechniker
- Maurice Leblanc (1864–1941), französischer Schriftsteller
- Maurice Leenhardt (1878–1954), französischer Pastor und Ethnologe
- Maurice Lévy (1838–1910), französischer Mathematiker, Physiker und Ingenieur
- Maurice Lugeon (1870–1953), Schweizer Geologe

### M
- Maurice Mac-Nab (1856–1889), französischer Dichter und Sänger
- Maurice Maeterlinck (1862–1949), belgischer Schriftsteller und Dramatiker
- Maurice Magre (1877–1941), französischer Dichter, Schriftsteller und Dramatiker
- Maurice Malpas (* 1962), schottischer Fußballspieler und -trainer
- Maurice Mandrillon (1902–1981), französischer Skilangläufer
- Maurice Manificat (* 1986), französischer Skilangläufer
- Maurice Martenot (1898–1980), französischer Funktechniker und Erfinder
- Maurice Martens (* 1947), belgischer Fußballspieler
- Maurice Maschino (1931–2021), französischer Journalist und Autor
- Maurice McConnell (* ≈1920), US-amerikanischer Jazztrompeter, siehe Shorty McConnell
- Maurice McLoughlin (1890–1957), US-amerikanischer Tennisspieler
- Maurice Merle (1945–2003), französischer Jazzsaxophonist und Komponist
- Maurice Merleau-Ponty (1908–1961), französischer Philosoph und Phänomenologe
- Maurice Mességué (1921–2017), französischer Phytotherapeut
- Maurice Mewis (1929–2017), belgischer Ringer
- Maurice Joseph Micklewhite, eigentlicher Name von Michael Caine (* 1933), britischer Schauspieler
- Maurice Montel (1900–1996), französischer Politiker
- Maurice Motamed (* 1945), iranischer Politiker jüdischen Glaubens
- Maurice Edmond Müller (1918–2009), Schweizer Chirurg

### N
- Maurice Nadeau (1911–2013),  französischer Schriftsteller, Herausgeber und Verleger
- Maurice Ndour (* 1992), senegalesischer Basketballspieler
- Maurice Neligan (1937–2010), irischer Herzchirurg
- Maurice Neubauer (* 1996), deutscher Fußballspieler
- Maurice Neumont (1868–1930), französischer Maler und Illustrator
- Maurice Newby (* 1967), US-amerikanisch-französischer Basketballspieler
- Maurice Nicolot (1935–1975), französischer Romanist
- Maurice Norman (1934–2022), britischer Fußballspieler
- Maurice Nussbaumer, französischer Rennfahrer

### O
- Maurice Obstfeld (* 1952), US-amerikanischer Ökonom
- Maurice Ohana (1913–1992), französischer Komponist
- Maurice Ostrer (1896–1975), britischer Filmfirmenmanager, Produktionschef der Gainsborough Pictures, Filmproduzent und Herstellungsleiter
- Maurice Michael Otunga (1923–2003), kenianischer Theologe, Erzbischof von Nairobi

### P
- Maurice Papon (1910–2007), französischer Politiker
- Maurice Paschoud (1882–1955), Schweizer Politiker und Hochschullehrer
- Maurice Paz (1896–1985), französischer Rechtsanwalt und Politiker
- Maurice Pedergnana (* 1964), Schweizer Ökonom
- Maurice Peeters (1882–1957), niederländischer Bahnradsportler
- Maurice Peress (1930–2017), US-amerikanischer Dirigent
- Maurice Philippe (1932–1989), britischer Konstrukteur
- Maurice Pialat (1925–2003), französischer Filmregisseur, Drehbuchautor und Schauspieler
- Maurice Piat (* 1941), mauritischer Ordensgeistlicher, Bischof von Port-Louis
- Maurice Pluntke (* 1994), deutscher Fußballspieler
- Maurice Podoloff (1890–1985), US-amerikanischer Jurist und Sportmanager
- Maurice Poli (1933–2020), französischer Schauspieler
- Maurice Prendergast (1858–1924), US-amerikanischer Maler

### R
- Maurice Ravel (1875–1937), französischer Komponist
- Maurice Raynal (1884–1954), französischer Kunstkritiker
- Maurice Raynaud (1834–1881), französischer Arzt
- Maurice Régamey (1924–2009), französischer Filmemacher und Schauspieler
- Maurice Philip Remy (* 1962), deutscher Filmemacher und Autor
- Maurice Renard (1875–1939), französischer Schriftsteller und Jurist
- Maurice Richard (1921–2000), kanadischer Eishockeyspieler
- Maurice Rollinat (1846–1903), französischer Dichter
- Maurice Ronet (1927–1983), französischer Schauspieler und Filmregisseur
- Maurice Rose (1899–1945), US-amerikanischer Offizier
- Maurice Rosenfield (1914–2005), US-amerikanischer Rechtsanwalt und Filmproduzent
- Maurice Ross (* 1981), schottischer Fußballspieler
- Maurice Rosy (1927–2013), belgischer Comicautor
- Maurice Rouvier (1842–1911), französischer Politiker
- Maurice Roy (1856–1932), französischer Historiker, Kunsthistoriker und Romanist
- Maurice Roy (1899–1985), französischer Ingenieur
- Maurice Roy (1905–1985), kanadischer Geistlicher, Erzbischof von Québec

### S
- Maurice Saatchi (* 1946), britischer Werbeunternehmer
- Maurice Sand (1823–1889), französischer Schriftsteller und Illustrator
- Maurice Scève (≈ 1500–1560), französischer Dichter
- Maurice Schilles (1888–1957), französischer Radrennfahrer
- Maurice Schleicher (1937–2004), US-amerikanischer American-Football-Spieler
- Maurice Schlesinger (1798–1871), deutscher Musikverleger
- Maurice Schreurs (* 1988), niederländischer Radrennfahrer
- Maurice Schumann (1911–1998), französischer Politiker
- Maurice Sendak (1928–2012), US-amerikanischer Illustrator, Schriftsteller und Bühnenmaler
- Maurice Sheehy (1928–1991), irischer Altphilologe, Paläograph und Kirchenhistoriker
- Maurice Slim (* ≈1955), libanesischer General und Politiker
- Maurice Smith (* 1980), jamaikanischer Zehnkämpfer
- Maurice Spector (1898–1968), kanadischer Politiker
- Maurice Stans (1908–1998), US-amerikanischer Politiker
- Maurice Steger (* 1971), Schweizer Blockflötist und Dirigent
- Maurice Stern, US-amerikanischer Opernsänger
- Maurice Stokes (1933–1970), US-amerikanischer Basketballspieler
- Maurice Stuckey (* 1990), deutscher Basketballspieler
- Maurice Joseph Sullivan (1884–1953), US-amerikanischer Politiker
- Maurice de Sully (1110–1196), französischer Theologe, Bischof von Paris

### T
- Maurice de la Taille (1872–1933), französischer Theologe und Jesuit
- Maurice Talmeyr (1850–1933), französischer Journalist und Schriftsteller
- Maurice Teynac (1915–1992), französischer Schauspieler
- Maurice Thiriet (1906–1972), französischer Komponist
- Maurice Thiriet (* 1980), Schweizer Journalist
- Maurice Thorez (1900–1964), französischer Politiker
- Maurice Tillieux (1921–1978), belgischer Comiczeichner
- Maurice J. Tobin (1901–1953), US-amerikanischer Politiker
- Maurice Tornay (1910–1949), Schweizer Missionar und Märtyrer
- Maurice Tornay (* 1953), Schweizer Politiker (CVP)
- Maurice Tourneur (1873–1961), französischer Filmregisseur
- Maurice C. Townsend (1884–1954), US-amerikanischer Politiker, Gouverneur von Indiana
- Maurice Trintignant (1917–2005), französischer Autorennfahrer
- Maurice Turrettini (1878–1932), Schweizer Architekt

### U
- Maurice Uchitel (1911–2000), US-amerikanischer Restaurant- und Nachtclubbesitzer
- Maurice Utrillo (1883–1955), französischer Maler

### V
- Maurice Vander (1929–2017), französischer Jazzpianist
- Maurice Vast (1898–1979), französischer Industrieller, Widerstandskämpfer gegen den Nationalsozialismus und Politiker
- Maurice Vignaux (1846–1916), französischer Billardspieler und Schriftsteller
- Maurice de Vlaminck (1876–1958), französischer Maler, Grafiker und Autor
- Maurice Vrijmoed (* 1988), niederländischer Radrennfahrer

### W
- Maurice Weber (* 1981), deutscher Boxer
- Maurice White (1941–2016), US-amerikanischer Musiker und Komponist
- Maurice Wignall (* 1976), jamaikanischer Hürdenläufer
- Maurice V. Wilkes (1913–2010), britischer Informatiker
- Maurice Wilkins (1916–2004), neuseeländischer Physiker
- Maurice Williams (* 1982), US-amerikanischer Basketballspieler, siehe Mo Williams
- Maurice Wilson (1898–1934), britischer Abenteurer und Bergsteiger
- Maurice Arthur Ponsonby Wood (1916–2007), britischer Theologe, Bischof von Norwich

### Y
- Maurice Yaméogo (1921–1993), burkinischer Politiker, Präsident von Obervolta 1960 bis 1966
- Maurice Yvain (1891–1965), französischer Komponist
- Maurice Yvon (1857–1911), französischer Architekt

### Z
- Maurice Zermatten (1910–2001), Schweizer Schriftsteller
- Maurice Zundel (1897–1975), Schweizer römisch-katholischer Geistlicher und Theologe